# Sylvia Beach
Sylvia Beach (Baltimore, 14 de março de 1887 - Paris, 5 de outubro de 1962), nascida Nancy Woodbridge Beach, foi uma livreira e editora nascida nos Estados Unidos que viveu a maior parte de sua vida em Paris, onde foi uma das principais figuras expatriadas da "geração perdida" entre a Primeira e a Segunda Guerra Mundial.
Ficou conhecida por sua livraria parisiense de obras em inglês, Shakespeare and Company, onde publicou o livro Ulisses (1922), de James Joyce, e incentivou a publicação e vendeu cópias do primeiro livro de Hemingway, Three stories and ten poems (1923).

## Biografia

### Primeiros anos
Nancy Woodbridge Beach nasceu em Baltimore, a segunda de três filhas do casal Sylvester Beach e Eleanor Thomazine Orbison. Em 1901 a familia se mudou para Paris quando seu pai, pastor presbiteriano foi indicado ministro da Igreja Americana de Paris. A família permaneceu lá até que seu pai foi transferido para Princeton em 1905. A partir dessa data, Sylvia Beach fez várias viagens de ida e volta pela Europa, viveu dois anos na Espanha, trabalhou para a Cruz Vermelha e para a Comissão Internacional sobre as Guerras dos Bálcãs. Durante os últimos anos da Grande Guerra, ela voltou a Paris para estudar literatura francesa contemporânea.

### Shakespeare and Company
Enquanto fazia pesquisas na Biblioteca Nacional, Beach leu em uma revista literária francesa sobre uma biblioteca e livraria, La Maison des Amis des Livres (A Casa dos Amigos dos Livros)  na rue de l'Odéon, 7,  Paris VI.  Lá ela foi recebida pela proprietária que, para sua surpresa, era uma jovem rechonchuda e loira, Adrienne Monnier.  Monnier usava uma vestimenta que parecia um cruzamento entre um vestido de camponesa e um hábito de freira, "com uma saia longa e rodada... e uma espécie de colete de veludo justo sobre uma blusa de seda branca. Ela estava vestida de cinza e branco como sua livraria." Embora Beach estivesse vestida com uma capa e chapéu espanhóis, Monnier disse mais tarde que soube imediatamente que Beach era americana.  Naquela primeira reunião, Monnier declarou: “Gosto muito da América”.  Beach respondeu que gostava muito da França.  Mais tarde, elas se tornaram amantes e viveram juntas por 36 anos, até o suicídio de Monnier em 1955.
Beach tornou-se imediatamente membro da biblioteca de empréstimos de Monnier, onde assistia regularmente a leituras de autores como André Gide, Paul Valéry e Jules Romains. Inspirada pela vida literária da Rive Gauche e pelos esforços de Monnier em promover uma escrita inovadora, ela sonhava em abrir uma filial da livraria Monnier em Nova York que oferecesse obras francesas contemporâneas aos leitores americanos.  Como seu único capital era de US$ 3.000, que sua mãe lhe deu com suas economias, ela não podia pagar tal empreendimento em Nova York. No entanto, os aluguéis em Paris eram muito mais baratos e as taxas de câmbio favoráveis, então, com a ajuda de Monnier, ela abriu uma livraria e biblioteca de obras em língua inglesa que chamou de Shakespeare and Company.  Monnier foi uma das primeiras mulheres na França a fundar sua própria livraria quatro anos antes.  A livraria de Beach estava localizada na rue Dupuytren, 8, Paris VI.

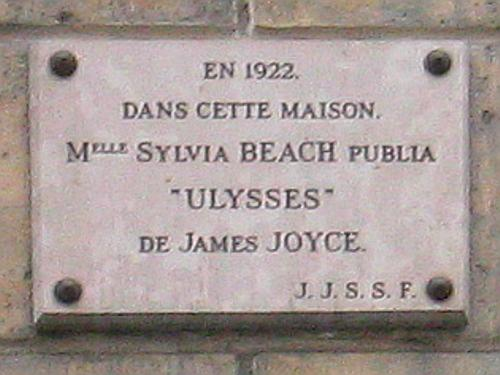
Placa na Rue d'Odéon, 12, em Paris, no local onde funcionava a Shakespeare and Company original. Tradução: "Em 1922, nesta casa, Mlle. Sylvia Beach publicou 'Ulysses' de James Joyce"

A Shakespeare and Company rapidamente atraiu leitores franceses e americanos, inclusive aspirantes a escritores a quem Beach oferecia hospitalidade, incentivo e livros.  À medida que o valor do franco desvalorizava e a taxa de câmbio favorável atraía muitos americanos, a sua loja prosperou e rapidamente precisou de um espaço maior.  Em maio de 1921, a Shakespeare and Company mudou-se para a rue de l'Odéon, 12, do outro lado da rua da Maison des Amis des Livres de Monnier.
Em julho de 1920, Beach conheceu o escritor irlandês James Joyce em um jantar oferecido pelo poeta francês André Spire.  Logo depois, Joyce ingressou em sua biblioteca.  Joyce vinha tentando, sem sucesso, publicar o manuscrito de sua obra-prima, Ulisses, e Beach, vendo sua frustração, ofereceu-se para publicá-lo.  A Shakespeare and Company ganhou fama considerável depois de publicar Ulisses em 1922, como resultado da incapacidade de Joyce de publicar uma edição em países de língua inglesa. Mais tarde, ela ficou financeiramente prejudicada quando Joyce assinou contrato com outra editora, deixando-a endividada depois de ter financiado e sofrido graves perdas com a publicação de Ulisses.
A Shakespeare and Company passou por dificuldades financeiras durante a Grande Depressão da década de 1930, mas permaneceu apoiada por amigos ricos, incluindo Bryher. Em 1936, quando Beach pensou que seria forçada a fechar sua loja, André Gide organizou um grupo de escritores em um clube chamado Friends of Shakespeare and Company. Os assinantes pagavam 200 francos por ano para assistir às leituras na livraria.  Embora as assinaturas fossem limitadas a um seleto grupo de 200 pessoas (número máximo que a loja podia acomodar), o renome dos autores franceses e americanos que participaram das leituras durante aqueles dois anos atraiu considerável atenção para a loja.  Beach lembrou que a essa altura “éramos tão gloriosos com todos esses escritores famosos e toda a imprensa que recebíamos que começamos a nos dar muito bem nos negócios”. Violette Leduc descreve o encontro com ela e o ambiente da loja em sua autobiografia La Bâtarde.  A Shakespeare and Company permaneceu aberta após a queda de Paris, mas no final de 1941 foi forçada a fechá-la.
Ela ficou internada por seis meses durante a Segunda Guerra Mundial em Vittel até que Tudor Wilkinson conseguiu garantir sua libertação em fevereiro de 1942. Após sua libertação, ela ocasionalmente ajudou o membro americano da Resistência Francesa, Drue Leyton, a abrigar aviadores aliados abatidos na França. Beach manteve seus livros escondidos em um apartamento vazio no andar de cima, na rue de l'Odeon, 12. Ernest Hemingway "liberou" simbolicamente a loja pessoalmente em 1944,[14] mas ela nunca reabriu para negócios.

## Últimos anos
Em 1956, Beach escreveu Shakespeare and Company, um livro de memórias dos anos entre guerras que detalha a vida cultural de Paris na época. O livro contém observações em primeira mão de James Joyce, D. H. Lawrence, Ernest Hemingway, Ezra Pound, T. S. Eliot, Valery Larbaud, Thornton Wilder, André Gide, Leon-Paul Fargue, George Antheil, Robert McAlmon, Gertrude Stein, Stephen Vincent Benét, Aleister Crowley, Harry Crosby, Caresse Crosby, John Quinn, Berenice Abbott, Man Ray e muitos outros.
Após o suicídio de Monnier em 1955, Beach teve um relacionamento com Camilla Steinbrugge. Embora a renda de Beach tenha sido modesta durante os últimos anos de sua vida, ela foi amplamente homenageada por sua publicação de Ulisses e por seu apoio a aspirantes a escritores durante a década de 1920. Em 16 de junho de 1962, ela inaugurou a Torre Martello em Sandycove, em Dublin (onde se passa a cena de abertura de Ulisses) como um museu. Ela permaneceu em Paris até sua morte em 1962 e foi enterrada no Cemitério de Princeton. Seus artigos estão arquivados na Universidade de Princeton.
O americano George Whitman abriu uma nova livraria em 1951 em um local diferente em Paris (na rue de la Bûcherie) originalmente chamada Le Mistral, mas rebatizada como Shakespeare and Company em 1964 em homenagem à falecida Sylvia Beach. Desde sua morte em 2011, é administrada por sua filha Sylvia Whitman.